# Siphlonurus occidentalis
Siphlonurus occidentalis är en dagsländeart som först beskrevs av Eaton 1885.  Siphlonurus occidentalis ingår i släktet Siphlonurus och familjen simdagsländor. Inga underarter finns listade i Catalogue of Life.

## Bildgalleri

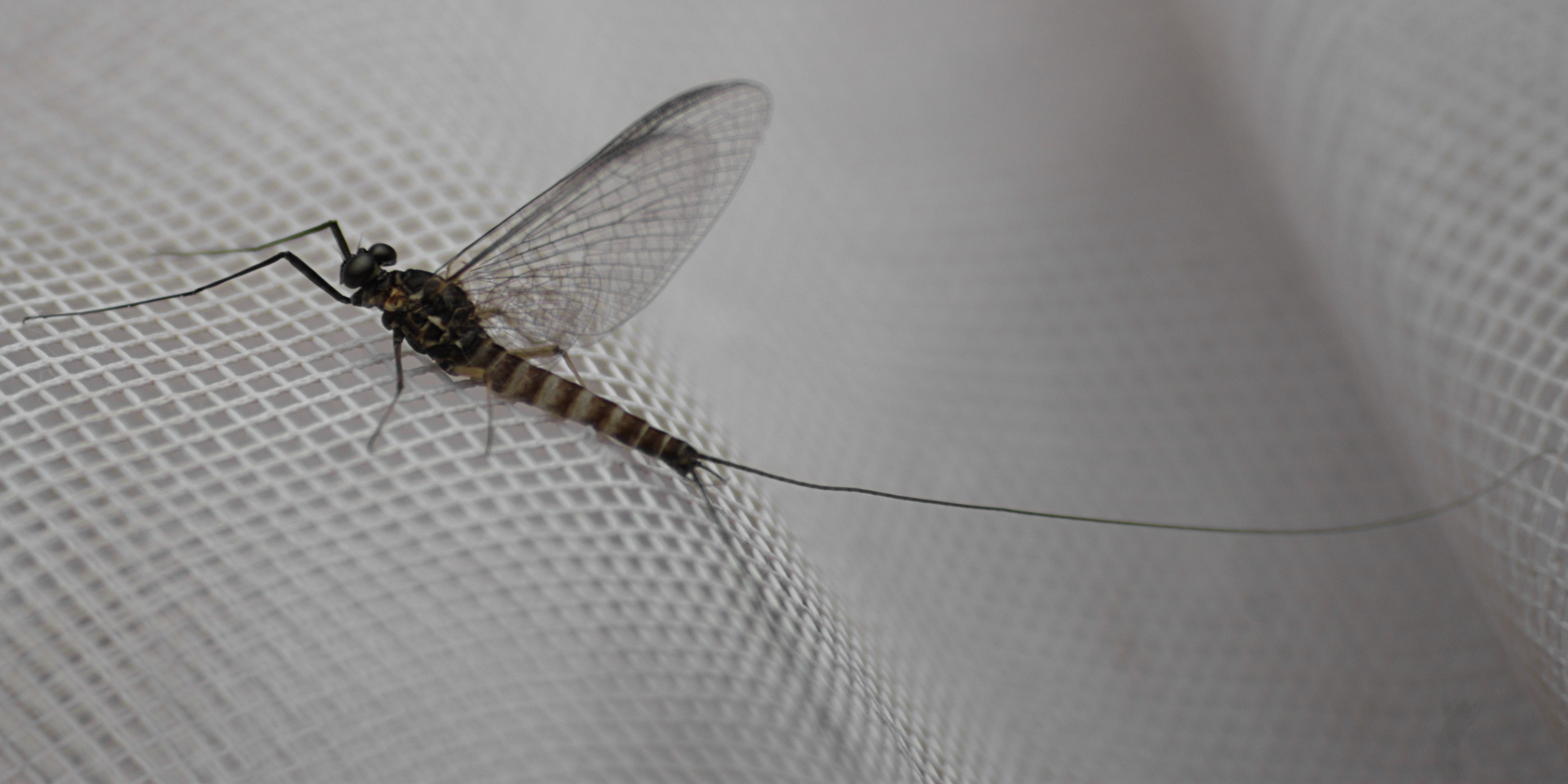